# 外滩信号台
外滩信号台，又称郭实猎塔（英語：Gutzlaff Signal Tower）、洋泾浜气象信号台、外滩信号台，位于中国上海中山东二路1号，外滩南端，为阿塔努布式建筑。

## 历史
1884年9月1日，法国人创办的徐家汇观象台在外滩洋泾浜入黄浦江的江口设立气象信号台，根据天文台传来的气象信息，为往来船只悬挂气象信号，当时的信号台仅是直竖地上的一根长木杆。1906年一次暴风雨袭击上海，木杆折断，子午球坠落。1907年9月1日新塔在原址建成。塔高36米，意大利风格，钢筋水泥结构，并在塔上竖立一根12米高的信号旗杆，总高近50米，是当时外滩最高的建筑物。该建筑一直延留至今。1908年原在徐家汇的地磁观测部迁往昆山陆家浜，并设立了新的地磁台。自此，地磁台与徐家汇观象台、外滩信号塔统称“三台”，为当时世界最大的私立气象研究机关。其信息系统联络网北及西伯利亚，南至马尼拉，冬至日本，西至印度半岛，向中国沿海各地气象台及航海船只发布气象信息。
1927年天文台扩建，并在塔楼的边上建了一座长方形的群房，塔高升至48.8米。白色的塔身上有三段用红砖镶嵌，顶部也用红砖装饰，远远望去非常醒目。
1930年统一了远东各个地方暴风警报信号。为了使海上航行的船员能够准确地了解这些旗帜信号，徐台的天气信号不断完善，当时，除朝鲜外，东亚各海关所属港口都遵照使用。
1949-1965年这座信号台在上海解放后的十几年中，依然发挥着重要的作用，直到1965年因有广播电台和通过电话询问天气，此处作用才渐小，遂予以撤销，交由水上公安局派出所使用。
自建成以来，该台每天向黄浦江面的船只提供气象信号五次，遇天气突变时，则在桅杆挂上风旗或风球以示警报。因无线电、电话等通讯手段逐渐普及，该台的重要性也随之下降，1956年该台撤销后，该建筑被改建为外滩历史陈列室，被加以保护。
1993年10月，在外滩综合改造工程中，天文台正处于规划后中山东一路中央，为了保护这座历史建筑，政府决定将它平移。当时还没有成熟的老建筑平移技术，天文台一天也只能移动几厘米。最后这个重达450吨的天文台还是成功整体向江边移动了24.5米且没有丝毫损坏，立于现址。
2003年在中断其使命近半个世纪之后，信号塔重新恢复了其初建时的功能——发布气象讯息。上海市民通过「电子风球」不仅能够看到台风警报，还可以了解到暴雨、高温、低温和大雾等灾害性天气来临的消息。与以往不同，翻新后的信号塔将不再悬挂实物形式的风球，取而代之的是由光学和电子设备组成、显示着气象灾害预警信息的「电子风球」。
2013年，天文台正在修整，此後将由上海市气象局使用，一楼仍陈列展览外滩历史，但二楼的咖啡馆将搬离。外面的塔楼也将恢复悬挂气象标志。

## 建筑
信号台由西班牙建筑师马尔第·吉西（Marti Guixe）设计。塔为长方形两层平顶房屋，为办事人员办公接待等用，其下有地下室。房屋上为一高36.8米的圆柱，顶部安置风向仪、风速仪和一桅杆，悬挂风旗、风球。外墙红、灰两色，总体建筑风格是简化的洛可可式。

## 名称
该信号台的正式名称为“郭实猎信号台”，但该台为何以普鲁士传教士郭实猎（1803-1851）命名，已难考证。